# ساندرو دي غوفيا
ساندرو دي غوفيا (بالإنجليزية: Sandro de Gouveia)‏ هو لاعب كرة قدم ناميبي في مركز الوسط، ولد في 28 يوليو 1968 في ناميبيا. شارك مع منتخب ناميبيا لكرة القدم. أما مع النوادي، فقد لعب مع Blue Waters F.C. ‏.

## وصلات خارجية
- ساندرو دي غوفيا على موقع الاتحاد الدولي (مؤرشف)  (الإنجليزية)
- ساندرو دي غوفيا على موقع قاعدة بيانات كرة القدم.إي يو (الإنجليزية)
- ساندرو دي غوفيا على موقع ناشيونال فوتبول تيمز (الإنجليزية)
- ساندرو دي غوفيا على موقع عالم كرة القدم.نت (الإنجليزية)